# Wang Yongzhi
Wang Yongzhi (Pinyin Wáng Yǒngzhì; 17 de noviembre de 1932 -  11 de junio de 2024) fue un ingeniero chino especializado en tecnología de cohetes. Formó parte de la segunda generación de ingenieros espaciales chinos y fue director técnico del programa de vuelos espaciales tripulados de la República Popular China de 1992 a 2006. El 30 de enero de 2010, el asteroide principal 46669, también conocido como 1996 LK, fue nombrado en su honor.

## Juventud y estudios
Wang Yongzhi fue el hijo menor de cuatro hijos de una familia campesina pobre. En 1940, a los ocho años, su hermano mayor lo llevó en secreto a la escuela primaria de su pueblo y lo inscribió. Su padre inicialmente no podía permitírselo, pero finalmente estuvo de acuerdo. Después de la Segunda Guerra Mundial, la Escuela Secundaria Changbei en la ciudad del condado comenzó a aceptar gratuitamente a estudiantes de familias de bajos ingresos en el otoño de 1945, lo que permitió a Wang Yongzhi continuar su educación. En 1949, se graduó de la escuela secundaria con excelentes resultados y se unió al Partido Comunista de China a los 17 años. Debido a sus buenos resultados en los exámenes, en febrero de 1950 recibió una beca para asistir al nivel superior de la Escuela Experimental del Noreste en Shenyang, fundada el 4 de mayo de 1949, una de las mejores escuelas secundarias de la provincia.
El 25 de octubre de 1950, el Ejército Popular Voluntario Chino entró en la Guerra de Corea. En el cielo sobre Shenyang aparecieron aviones de combate MiG-15 de la recién fundada 3.ª Brigada de Aviación de Combate el 5 de octubre de 1950, discutiéndose los derribos del legendario piloto Wang Hai (1926–2020) en el patio de la escuela. Wang Yongzhi quedó profundamente impresionado y, al igual que muchos de sus compañeros de clase, quiso unirse al Ejército Popular Voluntario, que admitía a jóvenes de 16 años. Sin embargo, la dirección de la escuela lo prohibió. Después de graduarse en 1952, se postuló para el Instituto de Ingeniería Aeronáutica de la Facultad de Tecnología Aeroespacial de la Universidad Tsinghua y fue admitido. Sin embargo, poco después, el instituto se fusionó el 25 de octubre de 1952, en el segundo aniversario de la entrada en guerra, con los institutos de tecnología aeroespacial del Instituto Politécnico de Pekín y la Universidad de Sichuan para formar la Academia de Aviación de Pekín.
Un año después, Wang fue enviado a la Escuela de Idiomas Extranjeros de Pekín para estudiar ruso con miras a estudiar en el extranjero en la Unión Soviética. Allí conoció a su futura esposa, la geóloga de petróleo Wang Danyang. En 1955, se trasladó a Moscú y comenzó a estudiar en la Facultad de Diseño y Construcción de Aeronaves del Instituto Estatal de Aviación de Moscú. Después de que Nie Rongzhen y Mikhail Pervukhin firmaron el "Acuerdo entre el Gobierno Chino y el Gobierno de la Unión Soviética sobre la producción de armas novedosas y equipos militares, así como el establecimiento de una industria nuclear integral en China" el 15 de octubre de 1957, la Unión Soviética comenzó a proporcionar acceso a la tecnología militar a jóvenes ingenieros chinos a partir de 1958. En su tercer año de estudios, Wang Yongzhi cambió de ingeniería aeronáutica a ingeniería de cohetes.
A pesar de las tensiones crecientes entre China y la Unión Soviética, en 1960 comenzó a trabajar en su tesis bajo la supervisión de Vasily Pavlovich Mishin sobre "Diseño de misiles intercontinentales". En 1961, se graduó con excelentes resultados en ingeniería.

## Instituto de Investigación

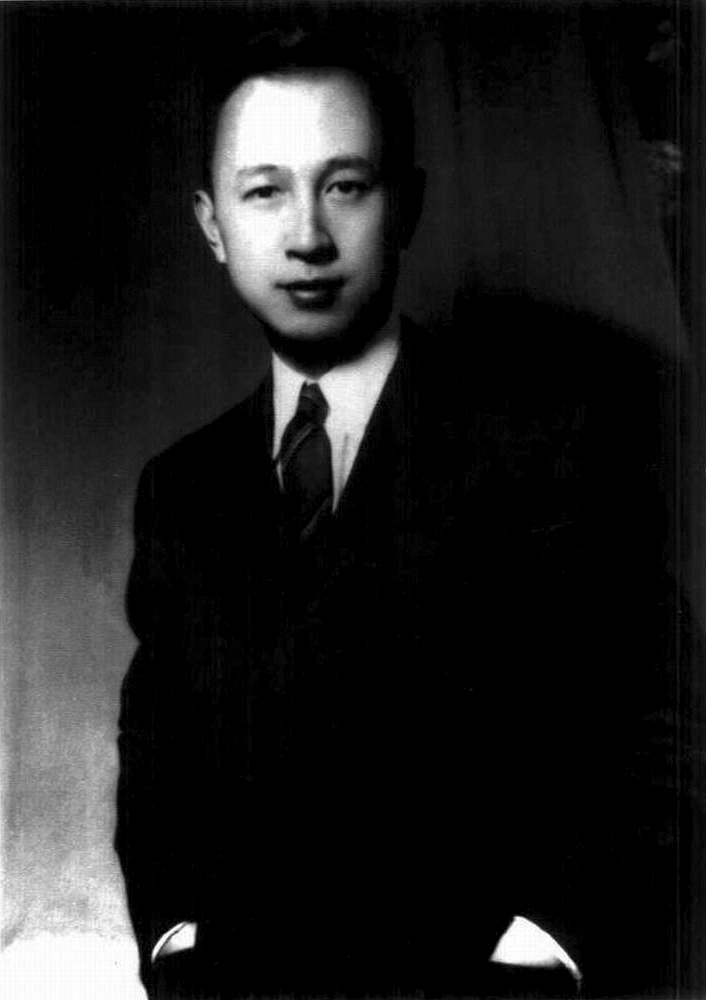
El científico Qian Xuesen quedó impresionado con el trabajo de Yongzhi.

Al regresar a China en 1961, Wang Yongzhi fue formalmente incorporado al Ejército de Liberación Popular y asignado al 1.er Instituto de la 5.ª Academia de Investigación del Ministerio de Defensa, ahora conocida como la Academia de Tecnología de Cohetes de Lanzamiento. Allí, junto con Qi Faren, quien había comenzado a estudiar con él en la Academia de Aviación de Pekín en 1952, fue uno de los ingenieros responsables del desarrollo del misil de alcance medio Dongfeng 2. La primera versión tuvo problemas durante un vuelo de prueba desde el cosmódromo de Jiuquan el 21 de marzo de 1962, perdiendo el control después de 69 segundos y estrellándose en el desierto. La versión revisada Dongfeng 2A también enfrentó dificultades. Cuando el cohete fue llevado al cosmódromo a finales de junio de 1964 y se llenaron sus tanques para su primer vuelo, el alcohol como combustible comenzó a evaporarse debido a las inusualmente altas temperaturas del desierto de Gobi, lo que habría resultado en una pérdida de empuje. Después de discutir el problema, Wang Yongzhi, que aún no tenía 32 años y tenía el rango de teniente, propuso desechar 600 kg de alcohol. Esta propuesta fue inicialmente rechazada. Después de la reunión, Wang Yongzhi se dirigió directamente a Qian Xuesen, quien estaba a cargo del lanzamiento, y explicó que si la presión en los tanques disminuía, también lo haría la temperatura del combustible y aumentaría su densidad. Qian Xuesen quedó impresionado y ordenó proceder según su sugerencia. El primer vuelo el 29 de junio de 1964, al igual que los dos vuelos siguientes el 9 y el 11 de julio, fueron exitosos. Los cohetes alcanzaron su apogeo calculado de 200 km y un alcance de 1050 km.

## Séptimo Ministerio de Industria de Maquinaria

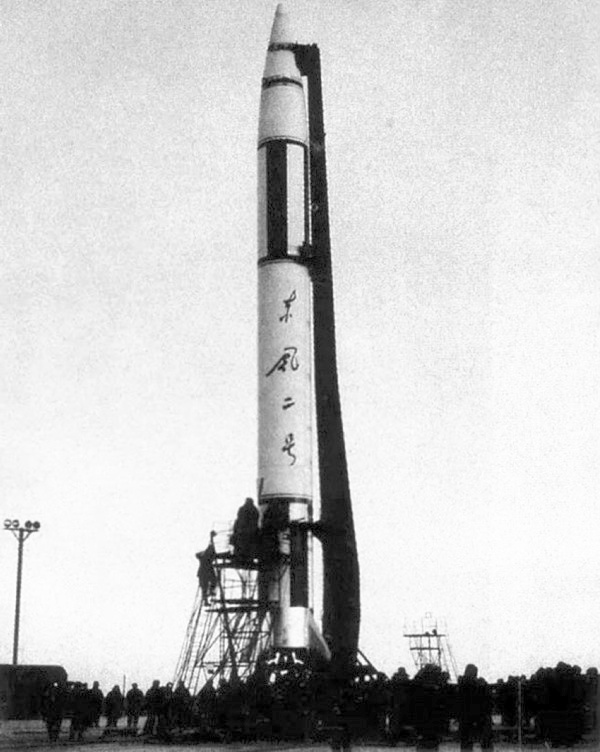
Misil Dongfeng-2

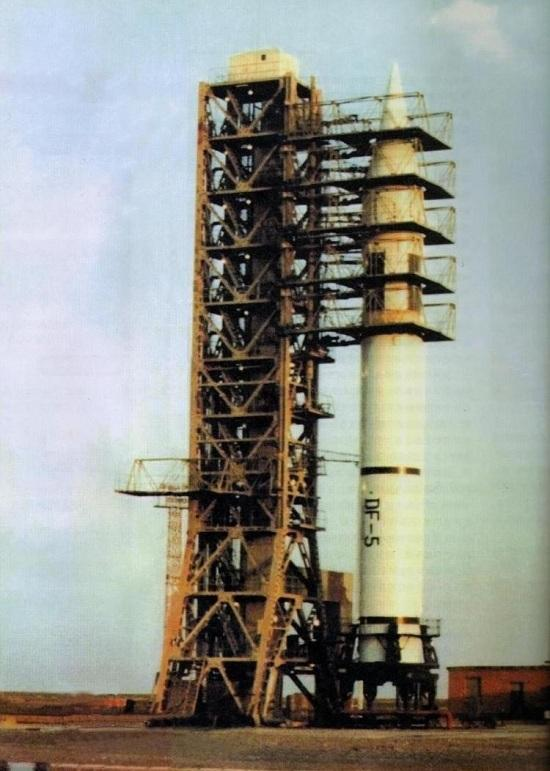
Dongfeng 5

El 4 de enero de 1965, el Congreso Nacional del Pueblo decidió transferir las actividades relacionadas con los misiles del Ministerio de Defensa a un ministerio independiente. El 5.º Instituto de Investigación fue renombrado como "Séptimo Ministerio de Industria de Maquinaria", y el 1.º Instituto de Rama pasó a llamarse "1.ª Academia del Séptimo Ministerio de Industria de Maquinaria". Para entonces, las relaciones con la Unión Soviética ya se habían deteriorado significativamente, y en marzo de 1965, la "Comisión Central para Proyectos Especiales", encargada del programa de armas nucleares de China y dirigida por el primer ministro Zhou Enlai, decidió desarrollar un misil intercontinental llamado "Dongfeng 5", capaz de llevar ojivas nucleares a la parte europea de la Unión Soviética. Sin embargo, el estallido de la Revolución Cultural hizo imposible continuar con los trabajos de desarrollo. Tras el incidente del río Ussuri el 2 de marzo de 1969, la Comisión de Control Militar (una especie de "gabinete de guerra") formada en 1968 en respuesta a los disturbios similares a una guerra civil de la Revolución Cultural, ordenó la formación de un grupo de investigación en la 1.ª Academia para desarrollar misiles estratégicos con un alcance de más de 3000 km; el primer vuelo de prueba debía realizarse antes del 1 de octubre de 1970 (el Día Nacional de China). El líder del grupo de desarrollo fue Tu Shou’e (1917-2012), ex-subjefe de diseño de los misiles de alcance medio Dongfeng 2 y Dongfeng 3. Wang Yongzhi también fue retirado del grupo de alcance medio en diciembre de 1969 y se convirtió en uno de los adjuntos de Tu Shou’e. En el diseño del misil, Wang Yongzhi fue responsable de establecer todos los parámetros. Era responsable de la coordinación armónica de todos los subsistemas del misil y de la planificación de las pruebas en tierra y los vuelos de prueba. Durante este trabajo, desarrolló un concepto para un banco de pruebas en el que se podía probar todo el misil, no solo los motores.
El 1 de julio de 1971, el primer ejemplar del misil estaba listo para un vuelo de prueba. Sin embargo, durante los preparativos de lanzamiento se escucharon ruidos inusuales y se descubrió que el misil había sido sometido a demasiadas pruebas en el banco, lo que había provocado el envejecimiento de algunos componentes. Dado el esfuerzo requerido para fabricar este ejemplar, Wang Yongzhi abogó por intentar el lanzamiento de todos modos. Con la aprobación de Tu Shou’e, viajó a Pekín para informar a la Comisión Central para Proyectos Especiales. Zhou Enlai estuvo de acuerdo con Wang y dio la orden de realizar el vuelo de prueba según lo planeado. Esto se llevó a cabo el 10 de septiembre de 1971. El lanzamiento y la separación de la primera y segunda etapa se desarrollaron según lo previsto. Sin embargo, el motor de la segunda etapa se apagó 6 segundos antes de lo esperado, y el misil no pudo alcanzar la zona objetivo. No obstante, la prueba se consideró un éxito. Después de dos lanzamientos fallidos en 1972 y 1973, el desarrollo de misiles de largo alcance fue pospuesto.
En marzo de 1974, Wang Yongzhi fue puesto bajo arresto domiciliario por 500 días por el grupo conocido como la "Banda de los Cuatro". Durante ese tiempo, él y su esposa trabajaron en la obra fundamental "Lanzamiento de satélites de comunicación geoestacionarios", que se publicó en diciembre de 1977 inicialmente como un documento gubernamental de uso interno, y luego en 2005 fue publicado por la Editorial de la Industria de Defensa Nacional de Pekín  tras levantarse el secreto. El trabajo en el misil intercontinental no se reanudó hasta después de la caída de la Banda de los Cuatro en 1976 y el fin de la Revolución Cultural. A partir de enero de 1979 se realizaron numerosos vuelos de prueba, y el 18 de mayo de 1980 tuvo lugar el primer vuelo de largo alcance, en el que el misil, lanzado desde el cosmódromo de Jiuquan, alcanzó con gran precisión la zona objetivo a 8000 km en el Pacífico Sur. El alcance máximo del Dongfeng 5 es de 12,020 km.
Paralelamente a los misiles intercontinentales, Tu Shou’e y Wang Yongzhi desarrollaron desde 1970 el cohete portador Larga Marcha 2 para los satélites de retorno de la serie Bahnbrecher,basado en el Dongfeng 5, pero con un sistema de control y propulsión mejorado. Aunque la Banda de los Cuatro impulsó el desarrollo de un cohete portador propio, el Feng Bao 1, en el 2.º Buró de Maquinaria y Electrotecnia en Shanghái, este proyecto continuó. El primer vuelo de prueba del Larga Marcha 2 el 5 de noviembre de 1974 fue un fracaso, pero el segundo intento con una versión revisada el 26 de noviembre de 1975 tuvo éxito. Cuando a finales de la década de 1970 comenzó el desarrollo de la segunda generación de misiles intercontinentales, el Dongfeng 5A, Wang Yongzhi, 15 años más joven que Tu Shou’e y perteneciente a la segunda generación de ingenieros de misiles, fue nombrado diseñador jefe en julio de 1979 a propuesta de Qian Xuesen. El misil se puso en servicio en 1986 y Wang Yongzhi recibió varios premios por su desarrollo.

## Programa espacial tripulado
En noviembre de 1980, Wang Yongzhi fue nombrado subdirector de la 1.ª Academia. A partir de abril de 1986, participó como líder de un grupo de trabajo en la creación de la estructura organizativa detrás del "Programa 863", un programa de apoyo a la alta tecnología, por encargo del Consejo de Estado de la República Popular China. En diciembre de 1986, fue ascendido a director de la 1.ª Academia. En abril de 1987, Wang Yongzhi, quien en ese momento se ocupaba del desarrollo de pequeños misiles tierra-tierra con propulsión de combustible sólido, fue nombrado uno de los siete miembros del comité de evaluación del Programa 863 para el campo de la astronáutica tripulada. Tras un exitoso vuelo de prueba en octubre de 1990, en el que dos ratones blancos orbitaban la Tierra durante ocho días en un satélite de retorno tipo Bahnbrecher-1 equipado con sistemas de soporte vital, el comité de evaluación decidió, después de largas discusiones, el 8 de enero de 1992, que el objetivo del desarrollo posterior debía ser una estación espacial, para lo cual el primer paso era construir una nave espacial tripulada, un objetivo intermedio que se ajustaba a las posibilidades económicas y técnicas de China en ese momento.
En mayo de 1991, por orden de la Comisión de Ciencia, Tecnología e Industria para la Defensa Nacional, Wang Yongzhi pasó de la 1.ª Academia al Ministerio de Industria Aeroespacial, donde fue nombrado Director Técnico de los cohetes portadores de la serie Changzheng, así como de los misiles tierra-tierra de la serie Dongfeng. El 17 de enero de 1992, se creó en la Comisión de Tecnología Militar un "Grupo de trabajo de estudio de viabilidad del programa espacial tripulado", y Wang Yongzhi fue nombrado su líder. El grupo dirigido por Wang Yongzhi elaboró un programa concreto que debía desarrollarse en tres fases:
1. Lanzamiento de dos naves espaciales no tripuladas y una tripulada, realización de experimentos científicos.
2. Dominio de la tecnología para actividades extravehiculares y maniobras de encuentro; lanzamiento de un laboratorio espacial de corta duración.
3. Construcción de una estación espacial de 20 toneladas de ocupación prolongada.[22]

## Nave espacial Shenzhou
El plan fue presentado al Comité Permanente del Buró Político del Partido Comunista de China, que lo aprobó el 21 de septiembre de 1992. Debido al inicio de la fase de planificación concreta en enero de 1992, el programa también es conocido como "Proyecto 921". En noviembre de 1992, Wang Yongzhi fue nombrado Director Técnico del Programa Espacial Tripulado de la República Popular China. Junto con el líder de la Comisión de Tecnología Militar, el teniente general (ascendido a general en junio de 1994) Ding Henggao (nacido en 1931), quien actuaba como comandante político-organizativo, Wang fue responsable del desarrollo de la nave espacial posteriormente conocida como "Shenzhou", del cohete portador Changzheng 2F y de la infraestructura necesaria, incluyendo la construcción de la "Plataforma de lanzamiento 91" en el cosmódromo de Jiuquan, el Centro de Control de Vuelo Espacial de Pekín, el Centro de Entrenamiento de Astronautas Chino y la ampliación de la red de seguimiento orbital del Centro de Control de Satélites de Xi’an. Hasta que Yang Liwei se convirtió en el primer astronauta de la República Popular China en volar al espacio el 15 de octubre de 2003, se gastaron alrededor de 2.3 mil millones de dólares en el programa espacial tripulado, de los cuales 1 mil millones fueron destinados solo a la infraestructura.
Tras los preparativos organizativos, en los que se estableció la Oficina de Vuelos Espaciales Tripulados por debajo del nivel de Comandante y Director Técnico, subdividida en siete áreas de trabajo o "sistemas", se comenzaron los trabajos de desarrollo propiamente dichos en enero de 1993. En ese momento, ya se había decidido construir una nave espacial de tres componentes, similar a la Sojus TM. A diferencia de la Sojus, donde al regresar a la Tierra toda la nave salía de la órbita, se separaban el módulo orbital y el módulo de servicio y se quemaban en la atmósfera, la nave Shenzhou debía desacoplar el módulo orbital mientras aún estaba en órbita y luego regresar a la Tierra. De esta manera, el módulo orbital equipado con experimentos podría ser utilizado durante al menos medio año más (en la práctica, mucho más tiempo). Esto fue concebido desde el principio como un primer paso hacia un laboratorio espacial, para averiguar qué experimentos se podían realizar en órbita y cuáles no eran adecuados.
El Ministerio de Industria Aeroespacial no era un ministerio en el sentido usual, sino una corporación, aunque sin fines de lucro, con fábricas e instalaciones de investigación distribuidas por todo el país. Esto se reconoció formalmente el 22 de marzo de 1993, cuando el Congreso Nacional del Pueblo disolvió el ministerio y creó la "Corporación de Aviación" y la "Corporación de Industria Aeroespacial", siendo esta última la organización predecesora de la actual Corporación de Ciencia y Tecnología Aeroespacial de China. Un año después, en abril de 1994, Wang Yongzhi, quien tenía una posición equivalente a la de vicepresidente del consejo de supervisión como subdirector de la Comisión de Ciencia y Tecnología en la Corporación de Industria Aeroespacial, dejó la empresa y se unió oficialmente a la Comisión de Ciencia, Tecnología e Industria para la Defensa Nacional. Su título oficial era "Cuadro civil del Ejército Popular de Liberación".
En abril de 1998, la Comisión Militar Central decidió separar el ámbito militar de la Comisión de Tecnología Militar, que pasó a manos civiles, y formar la Oficina de Armamento del Ejército Popular de Liberación, a la que se le asignaron varios centros de pruebas de armas y todo el programa espacial. El general Cao Gangchuan, anterior líder de la Comisión de Tecnología Militar y comandante del programa espacial tripulado, fue nombrado jefe de la Oficina de Armamento y mantuvo su puesto como comandante del programa espacial tripulado, y Wang Yongzhi también fue confirmado en su antigua posición en la nueva oficina. Como Director Técnico, fue responsable de todos los lanzamientos de la primera fase del programa, desde Shenzhou 1 el 19 de noviembre de 1999 hasta Shenzhou 6 el 12 de octubre de 2005.
El 15 de septiembre de 2004, tras ser nombrado decano de la Facultad de Ingeniería Aeroespacial de la Universidad Tsinghua (ver más abajo), Wang Yongzhi pidió al general Li Jinai, jefe de la Oficina de Armamento, que le permitiera dejar su puesto como Director Técnico a la edad de casi 72 años. El general Li, quien poco después se trasladó al Departamento Político del Ejército Popular de Liberación, no quiso tomar esta decisión en los últimos días de su mandato. No fue hasta 2006, después de que se declarara oficialmente concluida la primera fase del programa espacial tripulado, que Wang Yongzhi pudo entregar su cargo a Zhou Jianping, hasta entonces Director Técnico del sistema del cosmódromo de Jiuquan. A petición del general Chen Bingde, el nuevo jefe de la Oficina de Armamento, Wang permaneció en el programa espacial tripulado como asesor. En esta capacidad, lideró el grupo de expertos que a partir de marzo de 2007 formuló la solicitud de financiación para la construcción de la estación espacial a partir del Fondo para Proyectos Científico-Tecnológicos Nacionales. En septiembre de 2008, el concepto fue aprobado por la comisión de evaluación de los grandes proyectos nacionales, y el 25 de septiembre de 2010, el Comité Permanente del Buró Político del Partido Comunista de China dio la aprobación oficial para la construcción de la Estación Espacial China.

## Enseñanza y compromiso político
En mayo de 1987, Wang Yongzhi, entonces director de la 1.ª Academia del Ministerio de Industria Aeroespacial, fue ascendido por la Comisión de Ciencia, Tecnología e Industria para la Defensa Nacional al rango de Consejero Científico con el título de Profesor. La 1.ª Academia ya contaba desde 1981 con una escuela de posgrado con autorización para otorgar títulos de doctorado. En enero de 1990, el Consejo de Estado aprobó la oferta de un programa de estudios avanzado en Diseño de Cohetes, y Wang Yongzhi fue nombrado supervisor de doctorado. En mayo de 1994, fue incluido en el primer grupo de ingenieros de la recién fundada Academia China de Ingeniería, donde fungió como jefe del Departamento de Ingeniería Mecánica y Transporte.
La Facultad de Ingeniería Aeroespacial de la Universidad Tsinghua se había integrado en 1952 en la Academia de Aviación de Pekín (ver arriba). Sin embargo, el 18 de mayo de 2004, se creó nuevamente una Facultad de Ingeniería Aeroespacial en la Universidad Tsinghua, y Wang Yongzhi fue nombrado profesor y decano. Ocupó este cargo hasta junio de 2018, cuando, a los 85 años, fue nombrado Decano Honorario.
En marzo de 2008, Wang Yongzhi fue nombrado representante de los círculos científico-técnicos para el 11.º período legislativo (2008–2013) en la Conferencia Consultiva Política del Pueblo Chino.